# Đặc tuyến Volt–Ampere

Đặc tuyến V–A của bốn thiết bị: một điện trở có điện trở lớn, một điện trở có điện trở nhỏ, một diode P–N, và một battery với điện trở trong khác không. Trục hoành thể hiện sự sụt áp, trục tung thể hiện cường độ dòng điện. Cả bốn đồ thị sử dụng quy ước dấu thụ động.

Trong điện tử, đặc tuyến Volt–Ampere (tiếng Anh: current–voltage characteristic), còn gọi là đặc tuyến V–A, hay đặc tuyến U–I (U:Volt, I:Ampere), là mối quan hệ giữa cường độ dòng điện qua một mạch điện, thiết bị, hay vật liệu, với hiệu điện thế trên linh kiện đó. Mối tương quan này  thường được biểu diễn dưới dạng biểu đồ hoặc đồ thị, nên ở Việt Nam thường sử dụng đến thuật ngữ "đặc tuyến".
Đặc tuyến U–I đơn giản nhất là của một điện trở thuần R, trong đó theo định luật Ohm thì thể hiện quan hệ tuyến tính giữa hiệu điện thế và dòng điện trong mạch. Vì dòng điện trong mạch tỉ lệ thuận với hiệu điện thế, đặc tuyến U–I là một đường thẳng đi qua gốc tọa độ với độ dốc dương; độ dốc của đặc tuyến bằng nghịch đảo của điện trở.

## Trong điện tử

Dòng điện máng và điện áp máng–nguồn của một MOSFET với một số giá trị điện áp overdrive V_{GS} − V_{th} khác nhau; ranh giới giữa vùng tuyến tính (ohmic) và bão hòa (hoạt động) là parabol màu đỏ.

Trong điện tử học, mối quan hệ giữa dòng điện một chiều (DC) qua một thiết bị điện tử và hiệu điện thế DC giữa các cực của nó được gọi là đặc tuyến Volt–Ampere của thiết bị. Các kỹ sư điện tử sử dụng những biểu đồ này để xác định các tính chất cơ bản của thiết bị và mô phỏng hành vi của nó trong mạch điện.
Trong những linh kiện điện tử với nhiều hơn hai cực, ví dụ như ống chân không và bán dẫn, quan hệ Volt–Ampere của một cặp cực đôi khi phụ thuộc vào dòng điện hoặc điện áp ở một cực khác. Điều này thường dẫn đến biểu đồ V–A phức tạp với nhiều đường cong, mỗi đường biểu diễn quan hệ V–A với một giá trị dòng điện hoặc điện áp ở cực thứ ba khác nhau.
Ví dụ hình bên là đồ thị các đặc tuyến V–A cho một MOSFET biểu diễn một hàm số của điện áp máng–nguồn với các giá trị khác nhau của quá điện áp (VGS − Vth) làm tham số.
Đặc tuyến V–A của một linh kiện điện tử có thể được đo bằng curve tracer. Những tham số thường được đo đạc từ đặc tuyến V–A của thiết bị bao gồm độ hỗ dẫn và điện áp Early của một bán dẫn.

### Các loại đặc tuyến V–A

Bốn phần tư của mặt phẳng I–U. Nguồn điện có đặc tuyến đi qua vùng mày đỏ.

Hình dạng đặc tuyến của một linh kiện điện tử cho biết nhiều điều về tính chất hoạt động của nó. Đặc tuyến V–A của các thiết bị khác nhau có thể được chia thành các loại:
- Chủ động và thụ động: Các thiết bị với đặc tuyến V–A nằm trong góc phần tư thứ nhất và thứ ba của mặt phẳng V–A, đi qua gốc tọa độ, là những linh kiện thụ động (tải), tiêu thụ điện năng từ mạch. Các ví dụ bao gồm điện trở và động cơ điện. Dòng điện quy ước luôn chạy qua những thiết bị này theo chiều của điện trường, từ cực dương đến cực âm, do đó một phần thế năng của các điện tích trong mạch mất đi và chuyển thành nhiệt hoặc các dạng năng lượng khác.

Ngược lại, các linh kiện với đặc tuyến V–A đi qua góc phần tư thứ hai và thứ tư là những linh kiện chủ động, nguồn điện, có khả năng tạo ra điện năng. Các ví dụ bao gồm pin và máy phát điện. Khi hoạt động trong góc phần tư thứ hai hay thứ tư, dòng điện chạy trong thiết bị từ cực âm sang cực dương, ngược lại lực điện trường, do đó các điện tích tích lũy thế năng. Do đó thiết bị đang biến một dạng năng lượng khác thành điện năng.
- Tuyến tính và phi tuyến: Một đường thẳng đi qua gốc tọa độ biểu diễn một thành phần tuyến tính, còn một đường cong biểu diễn một linh kiện phi tuyến tính. Ví dụ, điện trở, tụ điện và cuộn cảm là tuyến tính, còn diode và bán dẫn là phi tuyến tính. Một đặc tuyến V–A thẳng đi qua gốc tọa độ với độ dốc dương biểu diễn một điện trở tuyến tính hay ohmic, loại điện trở phổ biến nhất trong mạch điện. Nó tuân theo định luật Ohm; dòng điện tỷ lệ thuận với điện áp trên một khoảng lớn. Điện trở khi ấy bằng nghịch đảo của độ dốc đặc tuyến và là hằng số. Một đặc tuyến V–A cong biểu diễn một điện trở biến thiên, như là một diode. Trong trường hợp này điện trở thay đổi tùy theo điện áp hay dòng điện.
- Điện trở âm và điện trở dương: Một đặc tuyến V–A không đơn điệu (có chỗ lồi chỗ lõm) biểu diễn một thiết bị với điện trở âm. Những vùng đặc tuyến giảm (độ dốc âm) thể hiện những vùng hoạt động với điện trở vi sai âm, trong khi những vùng tăng (độ dốc dương) thể hiện điện trở vi sai dương. Thiết bị với điện trở âm có thể dùng để làm bộ khuếch đại và mạch dao động. Các linh kiện có điện trở âm bao gồm diode tunnel và diode Gunn.
- Tính trễ và tính duy nhất: Thiết bị có tính trễ, tức quan hệ V–A không chỉ phụ thuộc vào đầu vào hiện tại mà còn phụ thuộc vào lịch sử những đầu vào trước đó, có đặc tuyến V–A gồm những vòng lặp kín. Mỗi nhánh của vòng lặp được đánh dấu bằng một mũi tên. Những thiết bị có tính trễ bao gồm tụ điện và biến áp lõi sắt, thyristor như SCR hay DIAC, và ống phóng điện khí như đèn neon.

- Đặc tuyến V–A của một diode tunnel. Nó có điện trở âm trong vùng điện áp tô màu, giữa v1 và v2.
- Đặc tuyến V–A của DIAC. VBO là điện áp thông dòng hay điện áp breakover.
- Đặc tuyến V–A của memristor, cho thấy hiện tượng trễ bị bó.
- Đặc tuyến V–A của diode Gunn, cho thấy điện trở vi sai âm với độ trễ (để ý mũi tên).

## Trong sinh lý điện học

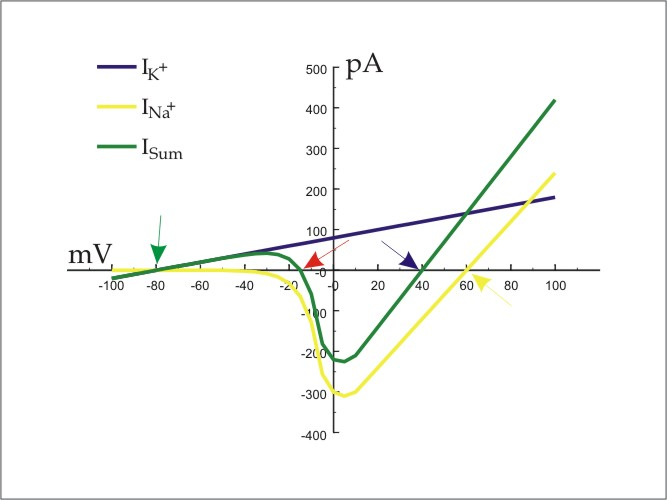
Biểu thị gần đúng của ion kali và natri của đặc tuyến V-A "toàn tế bào" của một nơron.

Tuy đặc tuyến V–A có thể áp dụng cho bất kỳ hệ thống điện tử nào, chúng đặc biệt được sử dụng rộng rãi trong ngành điện sinh học, nhất là sinh lý điện học. Khi ấy, điện áp được đo hai bên một màng sinh học, hay điện thế màng, và dòng điện là dòng chảy ion điện tích qua các kênh trong màng. Dòng  được xác định bằng độ dẫn điện của những kênh này.
Ở trạng thái nghĩ, điện thế màng tế bào có đặc điểm: điện tích dương chiếm ưu thế ở gian bào do Na+ làm chủ, điện tích âm ở nội bào do K+ làm chủ cùng với Cl- để duy trì một điện thế âm cân bằng. Trong trường hợp dòng điện ion qua các màng sinh học, dòng điện được đo từ trong ra ngoài. Nghĩa là dòng điện dương, hay "dòng điện hướng ngoại", tương ứng với ion dương đi từ trong màng ra ngoài màng, hoặc ion âm đi từ ngoài màng vào trong màng. Tương tự, dòng điện âm còn được gọi là "dòng điện hướng nội" và tương ứng với ion dương đi từ ngoài màng vào trong màng, hoặc ion âm đi từ trong màng ra ngoài màng.
Hình bên vẽ đặc tuyến V-A điển hình của những màng kích thích sinh học (như là sợi trục nơron). Đường màu lam thể hiện quan hệ V-A cho ion kali; nó là đường thẳng, cho thấy không có sự phụ thuộc vào điện áp của kênh ion kali. Đường màu vàng thể hiện quan hệ V-A cho ion natri; nó không phải là đường thẳng, cho thấy kênh ion natri phụ thuộc vào điện áp. Đường màu lục thể hiện quan hệ V-A từ tổng của các dòng điện ion natri và kali; Nó gần giống với sư tương quan giữa cường độ dòng điện và điện thế màng tế bào chứa hai loại kênh ion đó.